# Однажды за один раз
«Одна́жды за оди́н раз» (англ. One Day at a Time) — американский комедийный телесериал, который выходил на телеканале CBS с 16 декабря 1975 по 28 мая 1984 года. За это время было снято девять сезонов, включающих в себя 209 эпизодов. В центре сюжета находится Энн Романо, разведённая мать, которую играет Бонни Франклин, две её дочери-подростка: Джулия и Барбара Купер (Маккензи Филлипс и Валери Бертинелли) и Шнайдер, смотритель их дома (Пэт Харрингтон).
Как и множество других ситкомов того периода, One Day at a Time по формату больше относился к жанру комедия-драма, в которой затрагивались социальные и общественные проблемы, а также межличностные отношения, особенно те, которые касаются Второй волны феминизма. Когда наступили восьмидесятые, дети главной героини выросли, и тем самым потерялась основная концепция сериала, темы, затрагиваемые в эпизодах стали менее острыми, и более подходящими тому периоду времени. Также в американской культуре персонаж Энн Романо часто считается первой разведённой женщиной на телевидении, которая находится на первом плане в телешоу.
Сериал стал чрезвычайно успешен в рейтингах, особенно с сезоне 1976—1977, и стал самой известной комедией канала CBS в 1980-тые годы, несмотря на то что менял время выхода в эфир целых одиннадцать раз за девятилетнюю историю показа. Кроме того, проект выиграл две премии «Эмми», а Валери Бертинелли завоевала два «Золотых глобуса» за свою роль: в 1981 и 1982 годах.
В начале 2016 года Netflix объявил о перезагрузке сериала под руководством его разработчика, Нормана Лира. В новом шоу Лир сделал семью американцами кубинского происхождения. Первый сезон получил заказ в 13 эпизодов, а Рита Морено, лауреат всех четырёх высших наград («Эмми», «Грэмми», «Оскар» и «Тони»), была приглашена на роль бабушки. На главную роль, в свою очередь, была нанята Жустина Мачадо.